# Martin-Marietta X-23
Die Martin-Marietta X-23 war ein kleines Tragrumpf-Wiedereintrittsflugzeug, das von der United States Air Force in den 1960er Jahren getestet wurde. Die X-23 wurde hauptsächlich entwickelt, um die Auswirkungen von Flugmanövern während des Wiedereintritts zu untersuchen, dies schloss Flugmanöver mit einer Abweichung von bis zu 1143 km von der ballistischen Flugbahn ein.

## Geschichte
Die X-23A, auch als SV-5D bezeichnet, wurde unter dem Projekt PRIME (Precision Recovery Including Maneuvering Entry), das wiederum Teil des dreiteiligen START (Spacecraft Technology And Advanced Entry) Programms war, entwickelt. In diesen Programmen wurde die Formgebung des SV-5 Auftriebskörpers sowohl bei sehr hohen Wiedereintrittsgeschwindigkeiten (X-23A), als auch bei geringen Landegeschwindigkeiten (X-24A) untersucht. Als Trägerrakete wurde bei den Versuchen die SLV-3 Atlas verwendet, die vom Gelände SLC-3E auf der Vandenberg Air Force Base gestartet wurden.

## Konstruktion
Jede X-23 wurde aus einer 2014-T6 Titanlegierung und Beryllium, rostfreiem Stahl und Aluminium hergestellt. Das komplette System wurde von einem von Martin Marietta entwickelten Hitzeschild, der 20 bis 70 mm dick war, geschützt. Die Nase bestand aus einem Carbon-Phenolharz.
Die Fluglage wurde durch 30 cm lange untere Klappen, obere Klappen und Ruder kontrolliert. Ein Stickstoffgaskontrollsystem wurde außerhalb der Erdatmosphäre eingesetzt. Bei Mach 2 wurde ein Bremsschirm geöffnet, um den Sinkflug der X-23 abzubremsen. Später wurde dann ein spezieller Fallschirm mit einem Durchmesser von 16,4 m geöffnet, der von einer modifizierten Lockheed C-130 eingeholt wurde.

## Flugversuche
Die erste X-23 wurde am 21. Dezember 1966 von Vandenberg aus mit einer Atlas-Rakete gestartet. Während der Mission nahm die X-23 einen niedrigen Orbit ein. Bei der Rückkehr auf die Erde öffnete sich der erste Fallschirm in einer Höhe von 30,43 km, der Hauptfallschirm konnte jedoch nicht erfolgreich geöffnet werden, weswegen die X-23 in den Pazifik stürzte.
Der zweite Flug startete am 5. März 1967 und erreichte beim Wiedereintritt eine „Reichweite“ (Abweichung von der ballistischen Flugbahn) von 1053 km und die Steuerung bei Überschallgeschwindigkeit. Einige „Stringer“ am Hauptfallschirm wurden nicht aufgetrennt, was erneut eine erfolgreiche Bergung der X-23 verhinderte.
Der dritte und letzte Flug einer X-23 wurde am 19. April 1967 durchgeführt. Diesmal funktionierten alle Systeme perfekt und die X-23 konnte nach der Landung geborgen werden. Nach einer gründlichen Untersuchung wurde festgestellt, dass die X-23 erneut einsatzbereit wäre, es wurde jedoch kein weiterer Flug mit ihr durchgeführt.

## Verbleib
Die dritte X-23 wird heute auf der Wright-Patterson Air Force Base ausgestellt. Über den Verbleib des vierten gebauten Auftriebskörpers, der nie geflogen ist, wurde nichts bekannt.

## Allgemeine Daten
| Kenngrößen                        | Daten                                                               |
| --------------------------------- | ------------------------------------------------------------------- |
| Spannweite                        | 1,16 m                                                              |
| Länge                             | 2,07 m                                                              |
| Höhe                              | 0,64 m                                                              |
| Startgewicht                      | 405 kg                                                              |
| Besatzung                         | unbemannt                                                           |
| Höchste erreichte Geschwindigkeit | etwa 16.500 mph (Mach 25)                                           |
| Größte erreichte Höhe             | etwa 150 km (500.000 ft)                                            |
| Reichweite                        | bei Versuchen bis 1143 km Abweichung von der ballistischen Flugbahn |